# Evacuación de ciudadanos extranjeros durante la guerra civil sudanesa
Las evacuaciones de ciudadanos extranjeros de Sudán comenzaron el 19 de abril de 2023 escapando de la guerra civil. El estallido de violencia ha llevado a los gobiernos extranjeros a monitorear la situación en Sudán y avanzar hacia la evacuación y repatriación de sus ciudadanos. Entre algunos países con varios expatriados en Sudán se encuentran Egipto, que tiene más de 10.000 ciudadanos en el país, y Estados Unidos, que tiene más de 16.000 ciudadanos, la mayoría de los cuales tienen doble nacionalidad.
Los esfuerzos de extracción se vieron obstaculizados por los combates dentro de la capital, Jartum, particularmente en el aeropuerto y sus alrededores. Esto ha obligado a realizar evacuaciones por carretera a través de Port Sudan en el Mar Rojo, que se encuentra a unos 650 km (400 millas) al noreste de Jartum. desde donde fueron transportados por vía aérea o en ferry directamente a sus países de origen o a terceros. Se llevaron a cabo otras evacuaciones a través de otros cruces terrestres o puentes aéreos directos desde misiones diplomáticas y otros lugares designados con la participación directa de las fuerzas armadas de algunos países de origen. Algunos de los principales centros de tránsito utilizados durante la evacuación incluyen el puerto de Yeda en Arabia Saudita y Yibuti, que alberga bases militares de los Estados Unidos, China, Japón, Francia y otros países europeos.

## Cronología

### 19 de abril de 2023
El gobierno de Japón anunció que se estaba preparando para evacuar a sus aproximadamente 60 ciudadanos de Sudán, convirtiéndose en la primera nación extranjera en sacar ciudadanos del país. Tres aviones JSDF fueron enviados a Yibuti en espera para esa ocasión.
Alemania intentó una misión para evacuar a unos 150 ciudadanos de Sudán. Der Spiegel informó que la Fuerza Aérea Alemana envió tres aviones de transporte A400M que se detuvieron en Grecia para repostar y luego se esperaba que volaran a Jartum. Sin embargo, el plan fue abortado por la Bundeswehr debido a nuevos enfrentamientos y ataques aéreos. La noticia fue confirmada más tarde por el gobierno alemán. El 21 de abril, el Ministerio Federal de Defensa dijo que se estaba preparando nuevamente para rescatar a sus ciudadanos de Sudán.

### 22 de abril de 2023
Las SAF acordaron asegurar la evacuación de diplomáticos y ciudadanos del Reino Unido, Estados Unidos, Francia y China de Sudán por aire. Los diplomáticos saudíes fueron evacuados por tierra a Port Sudan y luego por aire. Unos 150 ciudadanos extranjeros también comenzaron a ser evacuados en barco con la ayuda de las Fuerzas Armadas de Arabia Saudita desde Puerto Sudán, y los primeros barcos llegaron a través del mar Rojo al puerto de Jeddah, Arabia Saudita.

### 23 de abril de 2023
100 diplomáticos y ciudadanos estadounidenses en la embajada de EE. UU. fueron evacuados a bordo de seis helicópteros Boeing CH-47 Chinook con la ayuda de los Navy Seals y las Fuerzas Especiales del Ejército de EE. UU., que formaban parte de las fuerzas adicionales enviadas a Camp Lemonier en Yibuti. RSF dijo que se había coordinado con el ejército de EE. UU. con respecto a la operación y dijo que ayudará en las evacuaciones de otros ciudadanos. Sin embargo, un convoy francés que salió de la embajada recibió un disparo mientras salía, lo que lo obligó a retroceder. Más tarde ese mismo día, el Ministerio de Relaciones Exteriores de Francia anunció que había logrado evacuar por aire a unas 100 personas de múltiples nacionalidades de Sudán después de lo que calificó como una operación de rescate "complicada". El gobierno del Reino Unido también evacuó a su personal diplomático y sus familias con la ayuda de sus fuerzas armadas. Aviones de Italia, Jordania y España también transportaron por aire a evacuados de varias nacionalidades a Yibuti o directamente a sus países de origen.
Turquía comenzó las operaciones de rescate por carretera desde la ciudad sureña de Wad Madani, pero el esfuerzo se pospuso desde un sitio en Jartum después de las explosiones cerca del área mientras que el embajador ruso anunció que la mayoría de los ciudadanos rusos en Jartum han sido asegurados en la embajada.
Después de su intento cancelado el 19 de abril, el gobierno alemán finalmente inició las evacuaciones de sus ciudadanos. La Bundeswehr confirmó que el primero de los tres aviones de la operación de evacuación había salido de Sudán, con 101 personas a bordo. El avión hizo una escala en el centro de evacuación alemán en la base aérea de Al-Azraq en Jordania antes de dirigirse a Berlín el 24 de abril.
El Riksdag sueco aprobó una propuesta para permitir que el gobierno proporcione una unidad de hasta 400 soldados para evacuar a sus ciudadanos en Sudán.
Un Equipo de Asistencia Consular de Emergencia partió de Irlanda hacia Sudán en una misión para evacuar a 150 irlandeses y sus familias del conflicto. El equipo estaba formado por funcionarios del Departamento de Relaciones Exteriores de Irlanda y miembros de las Fuerzas de Defensa, incluido el personal del Ala de Guardabosques del Ejército.
436 ciudadanos egipcios fueron evacuados por vías terrestres, en coordinación con las autoridades sudanesas.

### 24 de abril de 2023
Las Fuerzas Armadas de Noruega declararon al periódico noruego Aftenposten que han apoyado y asesorado al Ministerio de Relaciones exteriores en la evacuación de ciudadanos noruegos, pero no quisieron dar más detalles sobre lo que hacen y han hecho en concreto.
El Departamento de relaciones exteriores de Sudáfrica dijo que 77 ciudadanos y diplomáticos sudafricanos estaban saliendo de Sudán DIRCO también declaró que el gobierno de Tanzania les había pedido ayuda para evacuar a sus ciudadanos.
El Ministerio de Asuntos Exteriores libanés anunció que Líbano evacuó a 52 ciudadanos la madrugada del lunes por mar desde Puerto Sudán a Yeda, Arabia Saudita, con la ayuda de la Marina Real Saudita.
La India anunció el inicio de su operación de rescate para ciudadanos de nacionalidad india atrapados en Sudán, cuyo nombre en código es Operación Kaveri. El Ministerio de Relaciones Exteriores dijo que dos aviones C-130J de la Fuerza Aérea de la India estaban en espera en Yeda como parte de los preparativos para la evacuación, mientras que el INS de la Armada de la India Sumedha había llegado a Puerto Sudán.
Un avión de transporte militar C-130 de las fuerzas armadas de Corea del Sur evacuó a 28 coreanos junto con un número no especificado de ciudadanos japoneses de Puerto Sudán a Jeddah, desde donde la mayoría de los evacuados fueron trasladados a un vuelo de regreso a Seúl.
El Ministerio de relaciones Exteriores de los Países Bajos anunció que dos vuelos separados de aviones de transporte C-130H de la Real Fuerza Aérea de los Países Bajos partieron de Sudán y llevaron a ciudadanos holandeses a Aqaba, Jordania, donde los esperaba el Equipo de Apoyo Consular Rápido del Ministerio de relaciones exteriores y un equipo médico.
El ministro de las Fuerzas Armadas del Reino Unido, James Heappey, dijo que un equipo de reconocimiento militar llegó al este de Sudán para evaluar las opciones de evacuación. Según el ministro de Desarrollo, Andrew Mitchell hasta 4.000 ciudadanos británicos se encuentran en Sudán.
El secretario de Estado de EE. UU., Antony Blinken, anunció que Estados Unidos está considerando reabrir su presencia diplomática en Sudán (posiblemente en Puerto Sudán) y está buscando brindar opciones de evacuación para los ciudadanos estadounidenses en el país. El Departamento de Defensa declaró que el USS Truxtun estaba desplegado cerca de Port Sudan y estaba esperando nuevas órdenes. Se esperaba que el barco fuera acompañado por el USS Puller.

### 25 de abril de 2023
El buque de la Armada de la India INS Teg llegó a Puerto Sudán para apoyar la evacuación de los ciudadanos indios.
Un C-130J de la Royal Air Force realizó el primer vuelo de evacuación de ciudadanos británicos desde la base aérea de Wadi Seidna en Sudán a la RAF Akrotiri, con 2 más planeados durante la noche. Sky News informó que se creía que 1.400 militares estaban realizando esta operación.

### 26 de abril de 2023

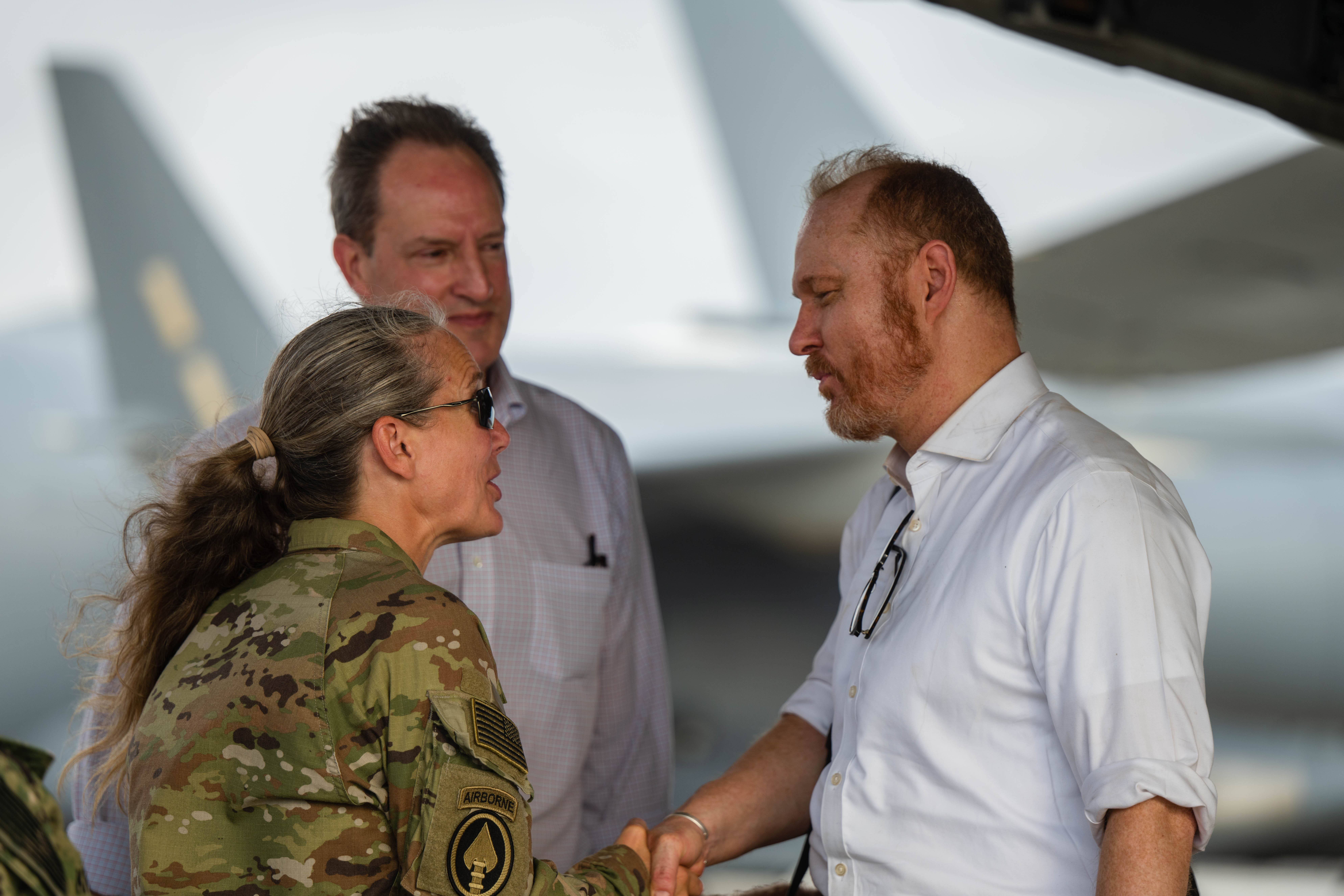
El embajador de los Estados Unidos en Sudán, John T. Godfrey, estrecha la mano del mayor general Jami Shawley en Camp Lemmonier después de evacuar con éxito de Jartum.

El Ministerio de Defensa alemán dijo que había concluido sus operaciones de evacuación, tras haber trasladado por aire a más de 700 personas desde Sudán, incluidos unos 200 ciudadanos alemanes.
El vicecónsul de Filipinas en Egipto, Bojer Capati, resultó herido después de que el automóvil en el que viajaba con el embajador de Filipinas en Egipto, Ezzedin Tago, sufriera un accidente cuando se dirigían a la frontera con Sudán para supervisar los esfuerzos de repatriación. La embajada en El Cairo tiene jurisdicción sobre los filipinos en Sudán ya que no hay una embajada filipina en Jartum.
El Ministerio de Relaciones exteriores de Sri Lanka anunció que había evacuado al primer grupo de ciudadanos de Sri Lanka de Sudán con la ayuda de las Fuerzas Armadas de Arabia Saudita. Nigeria comenzó a evacuar a sus ciudadanos de Sudán, utilizando unos 40 autobuses para transportar a 3.500 evacuados a Asuán, en Egipto.

### 27 de abril de 2023
Canadá llevó a cabo su primera evacuación de sus ciudadanos de Sudán, utilizando un avión de transporte C-130 de la Real Fuerza Aérea Canadiense que evacuó a 180 ciudadanos canadienses y extranjeros. Chad también llevó a cabo su primer vuelo de evacuación, transportando por aire a 226 personas a bordo de dos vuelos chárter, incluidos 39 niños. China también evacuó a unos 1.300 de sus ciudadanos y envió un buque de guerra a Port Sudan.

### 28 de abril de 2023
Se disparó contra un avión de evacuación turco en la base aérea de Wadi Seidna y requirió reparación después de que sufriera daños en su sistema de combustible. No se reportaron víctimas. Las SAF culparon a las RSF por el ataque, lo que negaron.
Las Fuerzas Armadas de Noruega declararon el 28 de abril que el 20 de abril se enviaron a Jordania dos aviones de transporte C-130 y un equipo quirúrgico. Uno de los aviones realizó tres incursiones y evacuó a 75 ciudadanos noruegos y un número no revelado de otros ciudadanos extranjeros.

### 29 de abril de 2023
El lote 12 del vuelo C-130J de la Fuerza Aérea India con 135 indios varados llegó a Jeddah desde Sudán. El Ministro de Estado de Asuntos Exteriores de la India, V Muraleedharan, informó que hasta ahora alrededor de 2400 indios varados han llegado a Yeda bajo la Operación Kaveri.

### 30 de abril de 2023
El USNS Brunswick fue desplegado por el gobierno de los Estados Unidos en Puerto Sudán para ayudar en la evacuación de ciudadanos estadounidenses. El Reino Unido ofreció un vuelo adicional en breve desde Port Sudan el 1 de mayo después de concluir sus últimos vuelos de evacuación desde la base aérea de Wadi Seidna, después de haber evacuado a 2.122 personas.

### 2 de mayo de 2023
La ministra australiana de Asuntos Exteriores, Penny Wong, confirmó que un C-130J de la Real Fuerza Aérea Australiana evacuó a más de 36 australianos y sus familiares, además de civiles de otras seis naciones durante la noche. El vuelo de evacuación aterrizó en las primeras horas de la mañana en Chipre.